# Marele Premiu de la Ciudad de México din 2022
Marele Premiu de la Ciudad de México din 2022 (cunoscut oficial ca Formula 1 Gran Premio de la Ciudad de México 2022) a fost o cursă auto de Formula 1 ce s-a desfășurat între 28-30 octombrie 2022 pe Autódromo Hermanos Rodríguez din Ciudad de México, Mexic. Aceasta a fost cea de-a douăsprezecea rundă a Campionatului Mondial de Formula 1 din 2022. A fost câștigată de campionul en-titre Max Verstappen, care a fost urmat de Lewis Hamilton pe locul al doilea și Sergio Pérez pe al treilea.

## Calificări
Calificările au început la ora locală 15:00 pe 29 octombrie, și au durat o oră.
| Poz.                  | Nr. | Pilot            | Constructor                  | Timpi calificări | Timpi calificări | Timpi calificări | Grila finală |
| Poz.                  | Nr. | Pilot            | Constructor                  | Q1               | Q2               | Q3               | Grila finală |
| --------------------- | --- | ---------------- | ---------------------------- | ---------------- | ---------------- | ---------------- | ------------ |
| 1                     | 1   | Max Verstappen   | Red Bull Racing-RBPT         | 1:19,222         | 1:18,566         | 1:17,775         | 1            |
| 2                     | 63  | George Russell   | Mercedes                     | 1:19,583         | 1:18,565         | 1:18,079         | 2            |
| 3                     | 44  | Lewis Hamilton   | Mercedes                     | 1:19,169         | 1:18,552         | 1:18,084         | 3            |
| 4                     | 11  | Sergio Pérez     | Red Bull Racing-RBPT         | 1:19,706         | 1:18,615         | 1:18,128         | 4            |
| 5                     | 55  | Carlos Sainz Jr. | Ferrari                      | 1:19,566         | 1:18,560         | 1:18,351         | 5            |
| 6                     | 77  | Valtteri Bottas  | Alfa Romeo-Ferrari           | 1:19,523         | 1:18,762         | 1:18,401         | 6            |
| 7                     | 16  | Charles Leclerc  | Ferrari                      | 1:19,505         | 1:19,109         | 1:18,555         | 7            |
| 8                     | 4   | Lando Norris     | McLaren-Mercedes             | 1:19,857         | 1:19,119         | 1:18,721         | 8            |
| 9                     | 14  | Fernando Alonso  | Alpine-Renault               | 1:20,006         | 1:19,272         | 1:18,939         | 9            |
| 10                    | 31  | Esteban Ocon     | Alpine-Renault               | 1:19,945         | 1:19,081         | 1:19,010         | 10           |
| 11                    | 3   | Daniel Ricciardo | McLaren-Mercedes             | 1:20,279         | 1:19,325         | N/A              | 11           |
| 12                    | 24  | Zhou Guanyu      | Alfa Romeo-Ferrari           | 1:20,283         | 1:19,476         | N/A              | 12           |
| 13                    | 22  | Yuki Tsunoda     | AlphaTauri-RBPT              | 1:19,907         | 1:19,589         | N/A              | 13           |
| 14                    | 10  | Pierre Gasly     | AlphaTauri-RBPT              | 1:20,256         | 1:19,672         | N/A              | 14           |
| 15                    | 20  | Kevin Magnussen  | Haas-Ferrari                 | 1:20,293         | 1:19,833         | N/A              | 19           |
| 16                    | 47  | Mick Schumacher  | Haas-Ferrari                 | 1:20,419         | N/A              | N/A              | 15           |
| 17                    | 5   | Sebastian Vettel | Aston Martin Aramco-Mercedes | 1:20,419         | N/A              | N/A              | 16           |
| 18                    | 18  | Lance Stroll     | Aston Martin Aramco-Mercedes | 1:20,520         | N/A              | N/A              | 20           |
| 19                    | 23  | Alexander Albon  | Williams-Mercedes            | 1:20,859         | N/A              | N/A              | 17           |
| 20                    | 6   | Nicholas Latifi  | Williams-Mercedes            | 1:21,167         | N/A              | N/A              | 18           |
| Regula 107%: 1:24,710 |     |                  |                              |                  |                  |                  |              |
| Sursa:                |     |                  |                              |                  |                  |                  |              |

Note
- ^1 – Kevin Magnussen a primit o penalizare de cinci locuri pe grilă pentru depășirea cotei sale de elemente ale unității de putere.[3]
- ^2 – Mick Schumacher și Sebastian Vettel au realizat același timp pe tur. Schumacher a fost clasificat înaintea lui Vettel deoarece a stabilit turul mai devreme.[1]
- ^3 – Lance Stroll a primit o penalizare de trei locuri pe grilă pentru că a provocat o coliziune cu Fernando Alonso în runda anterioară.[4]

## Cursă
Cursa a început la ora locală 14:00 pe 30 octombrie și a durat 71 de tururi.
| Poz.                                                               | Nr. | Pilot            | Constructor                  | Tururi | Timp/Retras | Grilă | Puncte |
| ------------------------------------------------------------------ | --- | ---------------- | ---------------------------- | ------ | ----------- | ----- | ------ |
| 1                                                                  | 1   | Max Verstappen   | Red Bull Racing-RBPT         | 71     | 1:38:36,729 | 1     | 25     |
| 2                                                                  | 44  | Lewis Hamilton   | Mercedes                     | 71     | +15,186     | 3     | 18     |
| 3                                                                  | 11  | Sergio Pérez     | Red Bull Racing-RBPT         | 71     | +18,097     | 4     | 15     |
| 4                                                                  | 63  | George Russell   | Mercedes                     | 71     | +49,431     | 2     | 13     |
| 5                                                                  | 55  | Carlos Sainz Jr. | Ferrari                      | 71     | +58,123     | 5     | 10     |
| 6                                                                  | 16  | Charles Leclerc  | Ferrari                      | 71     | +1:08,774   | 7     | 8      |
| 7                                                                  | 3   | Daniel Ricciardo | McLaren-Mercedes             | 70     | +1 tur      | 11    | 6      |
| 8                                                                  | 31  | Esteban Ocon     | Alpine-Renault               | 70     | +1 tur      | 10    | 4      |
| 9                                                                  | 4   | Lando Norris     | McLaren-Mercedes             | 70     | +1 tur      | 8     | 2      |
| 10                                                                 | 77  | Valtteri Bottas  | Alfa Romeo-Ferrari           | 70     | +1 tur      | 6     | 1      |
| 11                                                                 | 10  | Pierre Gasly     | AlphaTauri-RBPT              | 70     | +1 tur      | 14    |        |
| 12                                                                 | 23  | Alexander Albon  | Williams-Mercedes            | 70     | +1 tur      | 17    |        |
| 13                                                                 | 24  | Zhou Guanyu      | Alfa Romeo-Ferrari           | 70     | +1 tur      | 12    |        |
| 14                                                                 | 5   | Sebastian Vettel | Aston Martin Aramco-Mercedes | 70     | +1 tur      | 16    |        |
| 15                                                                 | 18  | Lance Stroll     | Aston Martin Aramco-Mercedes | 70     | +1 tur      | 20    |        |
| 16                                                                 | 47  | Mick Schumacher  | Haas-Ferrari                 | 70     | +1 tur      | 15    |        |
| 17                                                                 | 20  | Kevin Magnussen  | Haas-Ferrari                 | 70     | +1 tur      | 19    |        |
| 18                                                                 | 6   | Nicholas Latifi  | Williams-Mercedes            | 69     | +2 tururi   | 18    |        |
| 19                                                                 | 14  | Fernando Alonso  | Alpine-Renault               | 63     | Motor       | 9     |        |
| Ab                                                                 | 22  | Yuki Tsunoda     | AlphaTauri-RBPT              | 50     | Avarii      | 13    |        |
| Cel mai rapid tur: George Russell (Mercedes) – 1:20,153 (turul 71) |     |                  |                              |        |             |       |        |
| Sursa:                                                             |     |                  |                              |        |             |       |        |

Note
- ^1 – Include un punct pentru cel mai rapid tur.[6]
- ^2 – Daniel Ricciardo a primit o penalizare de zece secunde pentru că a provocat o coliziune cu Yuki Tsunoda. Poziția sa finală nu a fost afectată de penalizare.[5]
- ^3 – Fernando Alonso a fost clasificat întrucât a parcurs mai mult de 90% din distanța cursei.[5]

## Clasamentele campionatelor după cursă
|        | Poz. | Pilot           | Pct. |
| ------ | ---- | --------------- | ---- |
|        | 1    | Max Verstappen* | 416  |
| 1      | 2    | Sergio Pérez    | 280  |
| 1      | 3    | Charles Leclerc | 275  |
|        | 4    | George Russell  | 231  |
| 1      | 5    | Lewis Hamilton  | 216  |
| Sursa: |      |                 |      |

|        | Poz. | Constructor           | Pct. |
| ------ | ---- | --------------------- | ---- |
|        | 1    | Red Bull Racing-RBPT* | 696  |
|        | 2    | Ferrari               | 487  |
|        | 3    | Mercedes              | 447  |
|        | 4    | Alpine-Renault        | 153  |
|        | 5    | McLaren-Mercedes      | 146  |
| Sursa: |      |                       |      |

- Notă: Doar primele cinci locuri sunt prezentate în ambele clasamente.
- Concurenții îngroșați și marcați cu un asterisc sunt campionii mondiali din 2022.